# Streliczewo
Streliczew (biał. Стралічаў, Straliczawa, ros. Стреличево, Strieliczewo) – wieś na Białorusi, w obwodzie homelskim, w rejonie chojnickim, centrum administracyjne sielsowietu Streliczewo. W 1921 roku znajdowały się w niej 64 budynki i folwark.